# Facundo Guichón
Facundo Jeremías Guichón Sisto (ur. 8 lutego 1991 we Floridzie) – urugwajski piłkarz występujący na pozycji pomocnika.

## Życiorys

### Kariera klubowa
Grę w piłkę nożną rozpoczął jako junior w urugwajskim klubie CA Peñarol, gdzie później rozpoczął występy na poziomie seniorskim. W pierwszym zespole zadebiutował 15 maja 2011 w rozgrywkach Primera División Uruguaya na stadionie Estadio Centenario (Montevideo, Urugwaj) w przegranym 1:4 meczu przeciwko River Plate Montevideo, zastępując kontuzjowanego Jonathana Urretavizcaya. Następnie wypożyczony był do klubów: Racing Club de Montevideo (2012–2013) i El Tanque Sisley (2013–2014). 1 września 2014 podpisał kontrakt z hiszpańską drużyną AD Alcorcón z Segunda División. W dniu 7 lipca 2015 Guichón rozwiązał umowę z drużyną madrycką i sześć dni później przeniósł się do drużyny ligowej Deportivo Alavés. 22 lipca 2016 Guichón podpisał roczną umowę z UCAM Murcia CF, nadal w drugiej lidze. 21 grudnia, po nieregularnych występach odstąpił od umowy. 12 marca 2017 został graczem fińskiego klubu Seinäjoen Jalkapallokerho z Veikkausliiga w którym występował do 19 lipca. 29 lipca 2017 został zawodnikiem hiszpańskiego klubu UE Llagostera z Segunda División B. 19 lipca 2018 wzmocnił kolumbijski klub Independiente Santa Fe z Categoría Primera A. 7 lipca 2019 został nowym graczem Rampla Juniors. 22 sierpnia 2019 przeszedł do chilijskiego klubu Deportes Iquique z Primera División de Chile.

## Sukcesy

### Klubowe
CA Peñarol
- Zdobywca drugiego miejsca w Copa Libertadores: 2011
- Zwycięzca Primera División Uruguaya: 2012/2013

Deportivo Alavés
- Zwycięzca Segunda División: 2015/2016